# Clostera roseitincta
Clostera roseitincta är en fjärilsart som beskrevs av Antonius Johannes Theodorus Janse 1920. Clostera roseitincta ingår i släktet Clostera och familjen tandspinnare. Inga underarter finns listade i Catalogue of Life.